# Beijing Automobile Works
Beijing Automobile Works Co., Ltd. (BAW) è una casa automobilistica cinese fondata nel 1953 con sede a Chaoyang, Pechino, ed è una filiale della BAIC Group.

## Storia
La Beijing Automobile Works venne fondata nel 1953 con il supporto dello stato cinese e di investitori russi con il nome The First Aftermarket Factory e ribattezzata con l’attuale denominazione di Beijing Automobile Works (BAW) nel 1958. La società inizialmente produceva accessori per veicoli sia cinesi che russi con commessa per la GAZ, in particolare carburatori, pompe per benzina, fari e parti minori in lamiera e paraurti.
Il 20 giugno 1958 BAW presenta la prima autovettura sviluppata in modo indipendente e prodotta nel nuovo stabilimento di Pechino: il modello denominato Beijing Jinggangshan era una piccola berlina due porte con motore posteriore 1,2 litri ispirata nella impostazione meccanica dalla Volkswagen Maggiolino ma con abitacolo più spazioso e carrozzeria tre volumi. Nel 1960 BAW rafforza l’alleanza con la GAZ e presentata la berlina a quattro porte Dongfanghong BJ760, una versione rimarchiata della GAZ-21 modificata in alcuni organi meccanici. Questo modello sostituisce la precedente Jinggangshan.

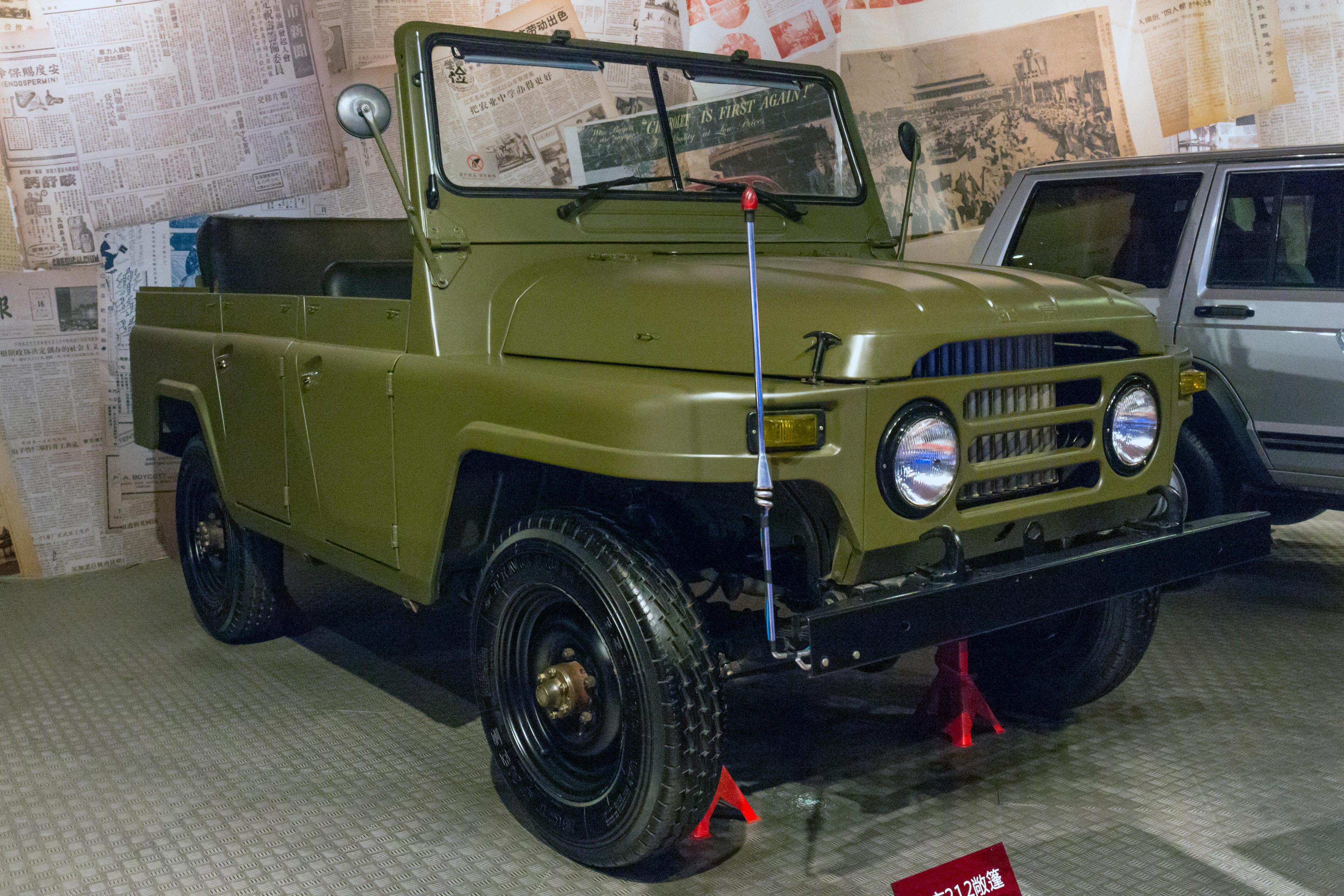
La Beijing BJ212 del 1974

Nello stesso anno, su pressione del governo cinese viene imposta la progettazione e la produzione di un veicolo fuoristrada (stile Willys JP) da poter utilizzare sia per uso civile sia nell’esercito; nel 1961 viene presentato il primo prototipo denominato Beijing BJ210 ispirato nel design alla Willys americana ed equipaggiato con motore GAZ.
La BJ210 viene approvata dal governo cinese e successivamente la BAW inizia la fase di collaudi stringendo un accordo anche con la neonata Tianjin Auto Works per condividere i costi di sviluppo. Nel 1963 parte la produzione dei primi 300 esemplari tutti destinati all’esercito cinese ed equipaggiati con lo stesso motore della GAZ M21 Volga. La BJ210 però era troppo compatta (3,40 metri), priva di sportelli e tetto rigido e ospitava solo 4 posti quindi la BAW presentó l’anno successivo la BJ211 più grande e lunga con quattro sportelli e due posti anteriori più panchette posteriori con tetto ripiegabile in tela. La produzione viene affidata su licenza anche alla Tianjin Auto Works per andare maggiormente incontro alla domanda proveniente dall’esercito.
Negli anni seguenti la BAW lavora ad una profonda evoluzione del modello presentando nel maggio 1966 la BJ212 a due e quattro porte, ispirata nel design sia alla Willis JP che alla UAZ 469. La BJ212 è tutt’oggi in produzione in varie varianti di carrozzeria (incluse versioni pick-up e cassonate) e con varie motorizzazioni. È il modello più noto e longevo della BAW che le ha permesso di espandere la propria produzione anche nel settore dei fuoristrada e moderni SUV e di acquisire notevoli quote di mercato anche nelle vendite verso i privati.
Al debutto della BJ212 viene presentato anche l’autocarro leggerlo BJ130 pick-up prodotto in due esemplari e rimasto allo stadio di prototipo.
Nel luglio 1973 viene creata la nuova società madre Beijing Automobile Industry Company (BAIC) che incorpora tutte le attività della BAW.
Nel 1974 l'azienda ha presentato a Pechino BJ750 una berlina dal design ispirato alle Mercedes-Benz dell’epoca ma venne prodotta solo in numeri irrisori.
Nel maggio del 1983 venne creata la prima joint venture con un costruttore estero, la American Motors Corporation (AMC), per la produzione in Cina delle vetture Jeep. Viene fondata la Beijing Jeep Corporation che dal 1985 inizia a fabbricare la Jeep Cherokee in una versione a passo lungo per il mercato cinese. Nel 1987 la Chrysler acquista la AMC (e di conseguenza la Jeep) e investe massicciamente sulla joint venture permettendo un vero boom nelle vendite per la Jeep in Cina.
Nel 1987, la BAW si fonde con la Beijing Motorcycle per diventare la Beijing Automobile and Motorcycle United Company (BAM Company) controllata dalla BAIC.
L'attuale Beijing Automobile Works Co., Ltd. (BAW) è stata fondata nel 2001 e ha incorporato Beijing Automobile Works, Beijing Automobile Assembly e la Foton Motor ed entrambe fanno parte del gruppo Beijing Automotive Industry Holding Co., Ltd. (BAIC Group). Nello specifico la BAW è dedicata alla produzione di veicoli militari, fuoristrada e sport utility, mentre la casa madre BAIC si specializza nella produzione di vetture tradizionali quali berline, crossover e veicoli commerciali leggeri.
Le vetture prodotte dalla BAW vengono identificate all’interno della gamma BAIC dalla sigla BJ. Dall’estate del 2019 la casa madre ha avviato una razionalizzazione della propria gamma di marchi integrando sia la gamma che la rete di vendita delle vetture BAW, Senova e BJEV sotto un unico marchio denominato Beijing.